# 정무문 (1972년 영화)
《정무문》(중국어: 精武門)은 1972년 홍콩, 골든 하베스트가 제작한 액션 범죄 드라마 영화이다. 나유(羅維)가 감독, 각본을 맡았다. 브루스 리(이소룡, 李小龍)이 주연으로 출연하였으며, 그의 상징이라 할 수 있는 "아뵤~!!" 괴성과 쌍절곤이 이 영화에서 처음 등장한다.
대한민국에서는 세경흥업㈜에서 수입해서 1973년 7월 27일 극장 개봉하였다. 한국에서는 이 작품 이후 본격적으로 브루스 리(이소룡)에 대해서 알려지게 되었다.

## 줄거리
20세기 초의 중국 상하이를 배경으로 이야기가 시작된다. 태극권(太極拳)의 달인이자 정무관을 세운 곽원갑(霍元甲)이 사망하자, 곽원갑의 장례식 때 안장하던 중 그의 수제자인 진진이 방해하며 흙을 파내 정무문식구들이 삽으로 등을 구타해 정무관도장으로 침실에 그를 옮겼다. 곽원갑의 사망 원인이 폐암으로 밝혀지나 진진은 수상한 낌새를 알아차린다. 장례식 중 일본 홍구도장 일원이 정무관으로 찾아와 도발을 하자 진진은 그 다음날 홍구도장 본거지로 찾아가 쑥대밭으로 만들어 버린다. 홍구도장 관장인 스즈키 히로시는 이에 분노하여 이번엔 자신이 부하들을 이끌고 정무관으로 찾아가 혼줄을 내준다. 때마침 자리를 비웠던 진진은 자신의 행동 때문에 정무관이 위태롭게 되자 상하이를 떠나기로 마음 먹는다. 그러나 그날 밤, 홍구도장의 일원이 사부를 죽였다는 사실을 알게 되면서 진진은 그 범인을 죽인 뒤 전신주에 매달아 버리고, 상하이를 떠나기로 마음 먹었던 것을 취소한다.

## 출연진
| 배우          | 등장인물      | 인물 설명            |
| ------------- | ------------- | -------------------- |
| 이소룡        | 진진          | 곽원갑의 수제자      |
| 묘가수        | 유안레아      | 진진의 약혼녀        |
| 하시모토 리키 | 스즈키 히로시 | 일본 홍구도장의 관장 |
| 로버트 베이커 | 페트로브      | 러시아 갱단 두목     |
| 전풍          | 대사형        | 진진의 대사형        |
| 위평오        | 호은          | 스즈키의 부하        |
| 나유          |               | 형사                 |
| 황종신        |               | 주방장               |
| 한영걸        | 풍집사        |                      |
| 이의          | 무술 수련생   |                      |
| 성룡          | 무술 수련생   | 스턴트 배우로 출연.  |

## 한국판 성우진(KBS)
- 양석정 - 진진(이소룡)
- 유지원 - 유안(묘가수) / 무술 수련생(이의)
- 윤세웅 - 호은(위평오) / 무술 수련생(금산) / 일본 영사관(금군)
- 박상일 - 요시다(풍의)
- 서윤석 - 풍집사(한영걸) / 무술인(장조)
- 김승태 - 무술인(전준) / 페트로브(로버트 베이커)
- 위훈 - 형사(나유) / 일본 무술인(리초준)
- 홍진욱 - 대사형(전풍) / 스즈키의 부하(준 카츠무라)
- 이광수 - 스즈키(하시모토 치카라)
- 주재규 - 무술 수련생(유영) / 일본인(원화)
- 장민혁 - 무술 수련생(이곤) / 일본 무술인(진룡)
- 조규준 - 주방장(황종신)

## 영어 제목

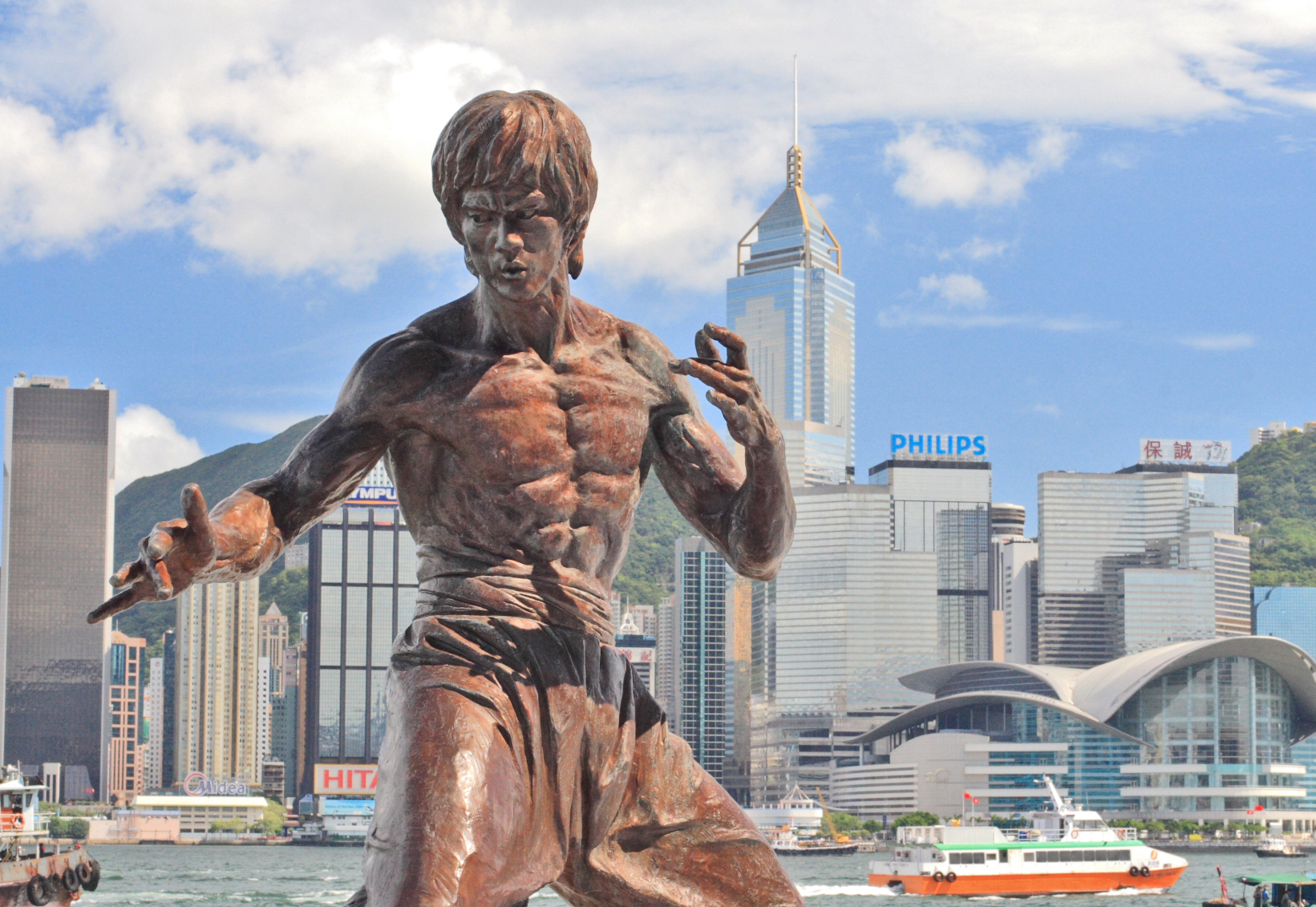
홍콩에 있는 이소룡(李小龍)의 동상.

공식적인 영어 제목은 Fist of Fury이다. 영어권 나라의 경우 제목에 조금씩 차이가 있다. The Chinese Connection(미국), School for Chivalry, The Iron Hand 등의 제목으로 다양하게 사용되었다.

## 후속편 및 리메이크
논란의 여지가 있으나 대외적으로는 정식 후속편으로 인정되기도 하나, 실질적으로는 이소룡 사후에 만들어진 아류작으로 평가 받는 후속편 1976년작《정무문 2: 신정무문》(新精武門之精武拳, 신정무문지정무권)이 있다. 이 영화는 당시 신인 배우 성룡(成龍)을 주연으로 하여 로 웨이 감독이 단독으로 진행하여 만들었다. 즉, 본래 제작사였던 골든 하베스트가 아닌, 나유 감독 개인의 영화사가 제작하였다.
《정무문》은 여러 감독 및 배우들을 통해서 오마주되어 오고 있으며, 1994년작《이연걸의 정무문》(精武英雄, 정무영웅), 전쯔단(견자단) 주연의 1995년 동명 드라마나 거룡의 최후의 정무문, 여소룡의 불타는 정무문 등을 비롯한 다수의 작품들로 리메이크 되기도 하였다.

## 같이 보기
- 골든 하베스트
- 절권도